# جیانمارکو کالری
جیانمارکو کالری (انگلیسی: Gianmarco Calleri؛ زادهٔ ۱۳ ژانویهٔ ۱۹۴۵) بازیکن فوتبال اهل ایتالیا است.
از باشگاه‌هایی که در آن بازی کرده‌است می‌توان به باشگاه فوتبال مونتسا، باشگاه فوتبال نووارا، و باشگاه ورزشی لاتزیو اشاره کرد.